# Birgit Hanes
Birgit Hanes, född 7 augusti 1919 i Sofia församling, Stockholm, död 17 juni 1999 i Ösmo församling, Nynäshamns kommun, var en svensk författare och översättare.